# Cabrera (l'Esquirol)
Cabrera és una muntanya de 1.308 metres situada entre els municipis de la Vall d'en Bas, a la comarca de la Garrotxa, i de l'Esquirol, a la comarca d'Osona. És el pic més alt de la serra de Cabrera. Al cim hi ha un vèrtex geodèsic (referència 295093001). Aquest cim és inclòs al llistat dels 100 cims de la FEEC
Molt a prop del cim hi ha el santuari de la Mare de Déu de Cabrera i les escasses ruïnes del pràcticament desaparegut castell de Cabrera, origen de la important nissaga feudal dels Cabrera.